# Cucullia differens
Cucullia differens là một loài bướm đêm trong họ Noctuidae.